# Pau de Caltabellotta
La Pau de Caltabellotta fou un tractat de pau signat el 31 d'agost de 1302 prop de la ciutat siciliana de Caltabellotta entre Frederic II de Sicília d'una banda, i Carles II de Nàpols i Carles I de Valois de l'altra, que posà fi a la Guerra de Sicília.

## Antecedents
El 1295 el Papa Bonifaci VIII proclamà la Pau d'Anagni que va tancar la Guerra de Sicília entre la Corona d'Aragó i el Regne de Nàpols, format per l'escissió del Regne de Sicília.
Quan el 1302, Carles I de Valois va intervenir a Sicília al capdavant de quatre mil cavallers pagats pel Papa per a donar suport a Carles II d'Anjou contra Frederic II de Sicília, la noblesa siciliana va recordar ràpidament la clemència tinguda amb ell i els membres de la seva família pel seu oncle Pere el Gran. Admetent lluitar a contracor, va proposar cessar les hostilitats i signar la pau de Caltabellotta.
Per la seva part, les relacions entre Casa d'Anjou i el Papa Bonifaci VIII s'havien trencat, de manera que els angevins decidiren signar la pau amb els seus enemics, els reis de la Corona d'Aragó.

## El tractat

El Regne de Sicília estava format pels territoris de Nàpols i de l'illa de Sicília

Segons el tractat, Carles II d'Anjou renunciava temporalment a la sobirania sobre l'illa de Sicília, de manera que Frederic II de Sicília es veia confirmat com a rei de l'illa de Sicília però amb el títol de rei de Trinàcria, mentre que Carles II d'Anjou retenia el títol oficial de rei de Sicília, però tan sols amb sobirania sobre Nàpols.
Frederic II de Sicília seria rei de la Trinàcria (rei de l'illa de Sicília) fins a la seua mort quan, seguint el tractat, l'illa retornaria a la sobirania dels Anjou, com a reis de Sicília.
A més, Carles II d'Anjou es comprometia a pagar a Frederic II de Sicília cent mil unces d'or i a procurar-li que el Papa Bonifaci VIII investís a Frederic II de Sicília com a rei de Jerusalem (Xipre) o bé el rei de Sardenya.
A canvi, Frederic II de Sicília retornava els territoris conquerits a la Calàbria i als territoris del Regne de Sicília peninsular (Nàpols) a Carles II d'Anjou. Això també incloïa l'alliberament del fill de Carles II d'Anjou, el Felip d'Anjou Príncep de Tàrent, que estava empresonat a Cefalù. Com a penyora per assegurar la pau, Carles II d'Anjou entregava la seva filla Elionor de Nàpols en matrimoni a Frederic II de Sicília.

## Conseqüències del tractat
El tractat posà fi a la Guerra de Sicília i assegurava la pau entre la Casa de Barcelona i la Casa d'Anjou. Alhora, el Regne de Sicília quedava partit, de manera que els reis de l'illa de Sicília rebien el títol de Reis de Trinàcria, mentre que els reis del territori de Nàpols mantenien el títol de reis de Sicília.
Després del tractat, el Regne de Sicília (Regne de Trinàcria) quedava segregat de la Corona d'Aragó, però regit per un fill dels reis d'Aragó, de la dinastia del casal de Barcelona. Constituïa així una base segura pel comerç dels mercaders catalans i valencians. Malgrat les reticències del Papa Bonifaci VIII a perdre la sobirania del territori, aquesta acabà ratificant el tractat l'any 1303.

## La Companyia Catalana d'Orient
Una de les clàusules del tractat preveia la desmobilització de l'exèrcit de Frederic II de Sicília. De resultes d'això, la companyia d'almogàvers que havia lluitat pel seu bàndol es quedà sense feina. A més, el comandant en cap de la companyia, Guillem Galceran de Cartellà, deixà el seu comandament i decidí retornar a Hostoles. Aleshores, els almogàvers escolliren a Roger de Flor com a nou comandant i formaren la Companyia Catalana d'Orient.
Un dels cabdills almogàvers, Bernat de Rocafort, es va oposar a acceptar els termes de la Pau de Caltabellota, negant-se a entregar dos castells que havia ocupat a Calàbria. Aquest fet li valgué l'odi de Robert I de Nàpols, el successor de Carles II d'Anjou. Així, quan el 1309 el comandant en cap de la Companyia Catalana d'Orient d'aleshores el cavaller Tibald de Cepoy el capturà, decidí entregar Bernat de Rocafort a Robert I de Nàpols, qui l'empresonà en unes masmorres i el va deixar morir de fam.

## Després del tractat
Els termes del tractat no foren respectats en totes les seves compensacions per a Frederic II de Sicília, de manera que el 1313 aquest reivindicà el tron per al seu fill Pere II de Sicília. Així, vingueren més anys de guerra, quan el 1313 Robert I de Nàpols intentà novament de prendre possessió de l'illa sense èxit, firmant una treva el 1317.
El 1335 Frederic II de Sicília fou excomunicat pel Papa Joan XXII per haver pres possessions de la Santa Seu amb objectius militars de suport als gibel·lins en l'atac contra la República de Gènova, i el 1321 emeté una interdicció contra ell que durà fins a 1335 i que fou motiu de més guerres contra els Anjou.
Finalment, quan es trià al Papa Benet XII en 1334, qui tenia relacions d'amistat amb Frederic II de Sicília, aquest li prometé el respecte de la Santa Seu, de manera que el 1337 fou succeït pel seu fill Pere II de Sicília.
El 1409, el rei Martí I d'Aragó "l'Humà", annexionà novament el Regne de Sicília a la Corona d'Aragó. El 1442 el rei Alfons V d'Aragó conquerirà el Regne de Nàpols, reunificant ambdós territoris.